# Cowley, Wyoming
Cowley är en småstad i Big Horn County i norra Wyoming, USA. Staden hade 655 invånare vid 2010 års folkräkning.

## Geografi
Cowley ligger i Bighorn Rivers bäcken, omkring 10 kilometer nordväst om grannstaden Lovell i nordligaste delen av Wyoming.

## Historia
Cowley grundades av en grupp mormoner som bosatte sig i Big Horn-bäckenet. Staden döptes efter Matthias F. Cowley, en av de dåvarande apostlarna i mormonkyrkan. De första bosättarna anlände 2 maj 1900 och påbörjade Sidonkanalen för att föra vatten till staden från Shoshone River. Kanalen var omkring 50 km lång och slutfördes 1904.
Vintern 1900 fanns omkring 18 timmerhus i området, uppförda av nybyggarna Robert Baird, John Black, John Burke, Hyrum Cook, John Dickson, Robert Fraser, William Graham, David Lewis, Gilbert Marchant, Alfred Nebeker, William Partridge, William Simmons, George Taggart, Henry Tucker, Franklin Turnbow, Lemuel Willis, W. W. Willis och George Harston.
Den första skolan öppnade i januari 1901, med Eliza R. Black som lärarinna. Skolan hade omkring 24-30 elever.
Den 26 september 1910 öppnades stadens första high school, Big Horn Academy. En ny stenbyggnad för skolan uppfördes 1916 och 1925 ändrades namnet till Cowley High School. Skolan drevs under detta namn fram till 1983, då skolan stängdes på grund av vikande elevantal. Detta år bestod avslutningsklassen endast av sex elever. Skolan uppgick i Rocky Mountain High School i Byron, som sedermera flyttade till Cowley 2010 efter att en ny skolbyggnad uppförts här.

## Kommunikationer
U.S. Route 310 går genom staden och sammanbinder norra Wyoming med södra Montana.